# 奧西夫齊 (布魯西利夫區)
50°20′4″N 29°28′24″E / 50.33444°N 29.47333°E
奧西夫齊（烏克蘭語：Осівці）是位於烏克蘭北部日托米爾州裏日托米爾區的村莊，始建於1542年，面積25.15平方公里，海拔高度184米，2001年人口684，人口密度每平方公里27.2人。